# Biserica de lemn „Sfinții Voievozi” din Ursoaia

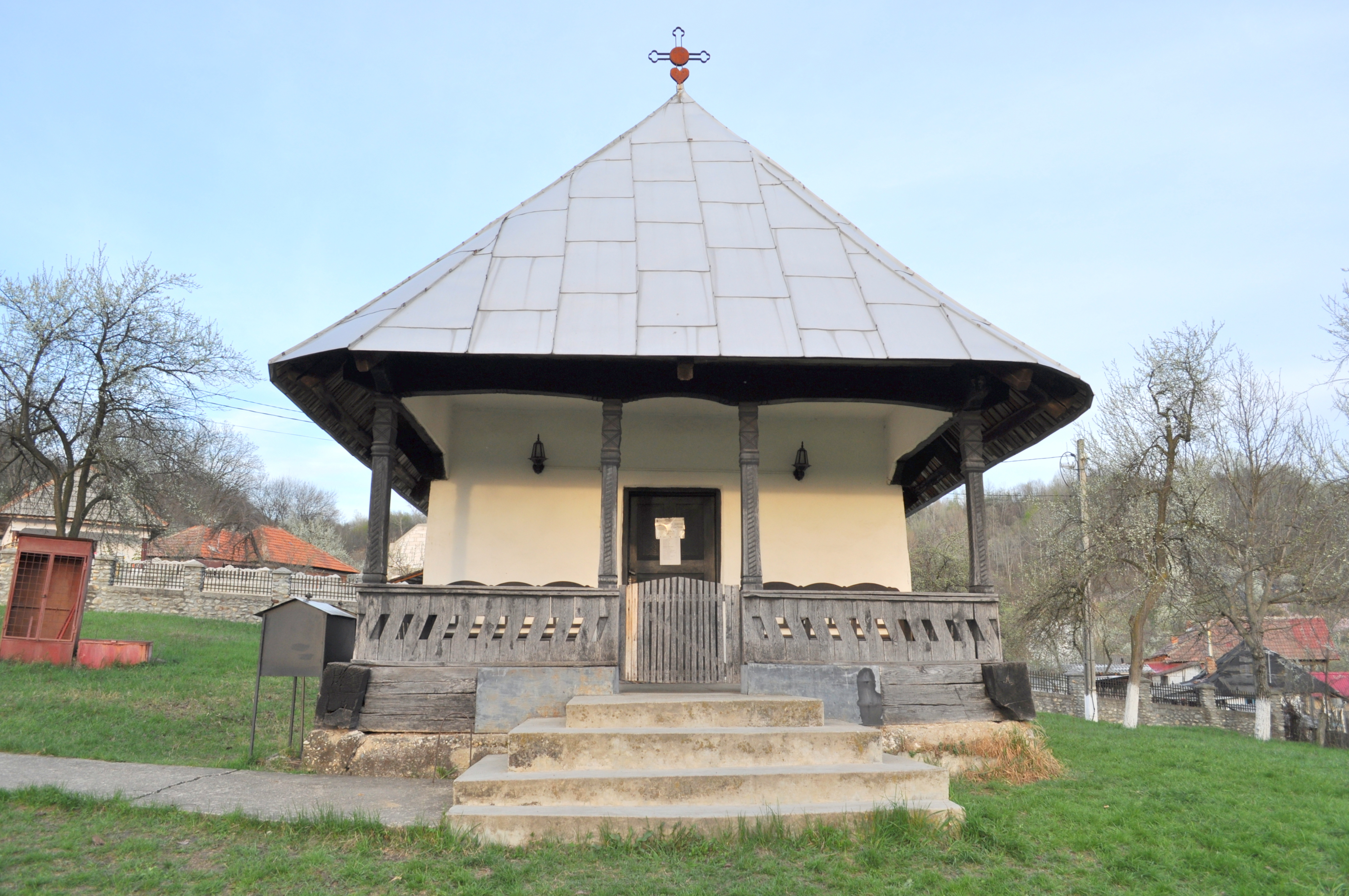
Biserica de lemn „Sfinții Arhangheli Mihail și Gavriil” din Ursoaia, comuna Negomir, județul Gorj, foto: aprilie 2018.

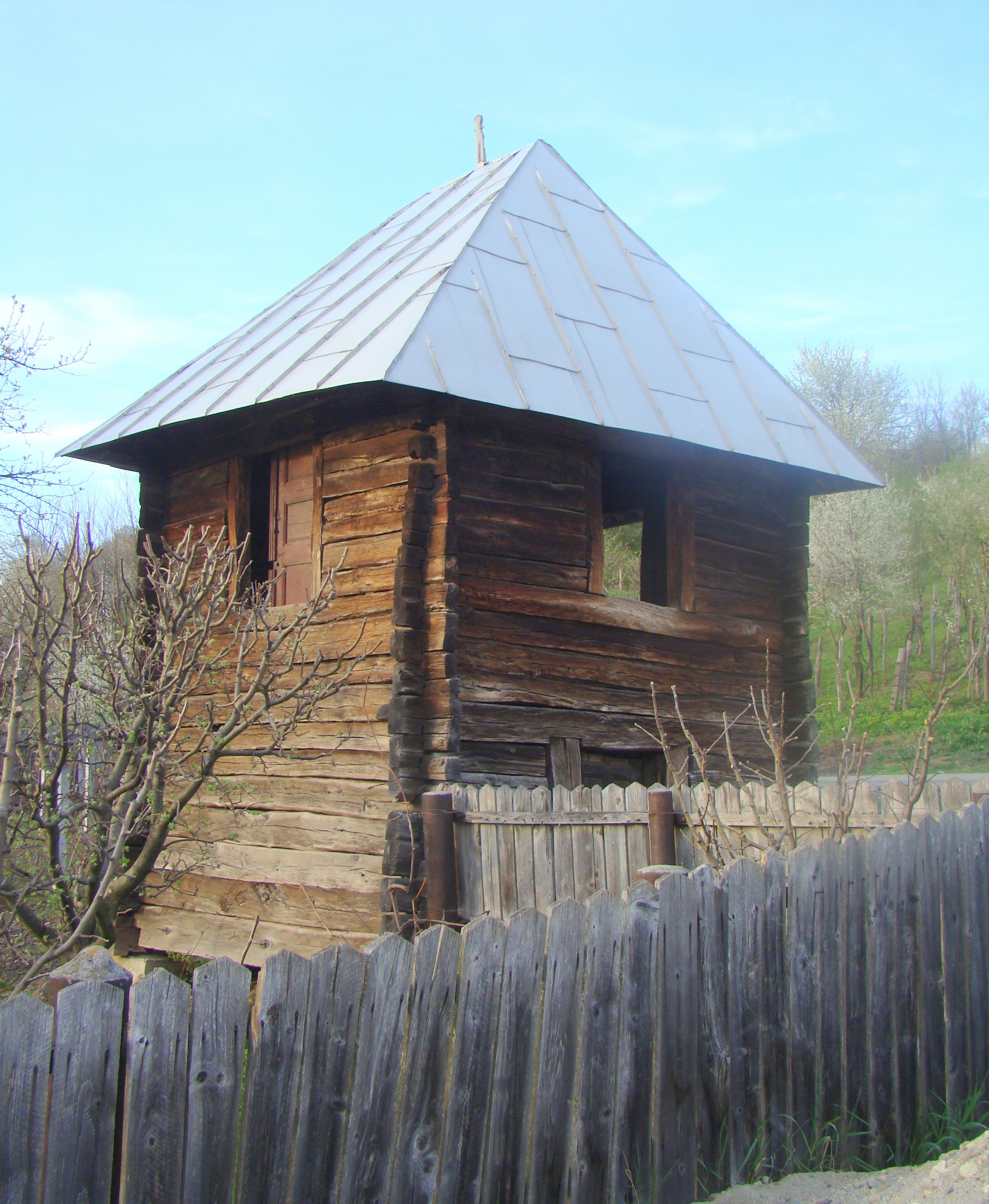
Clopotnița

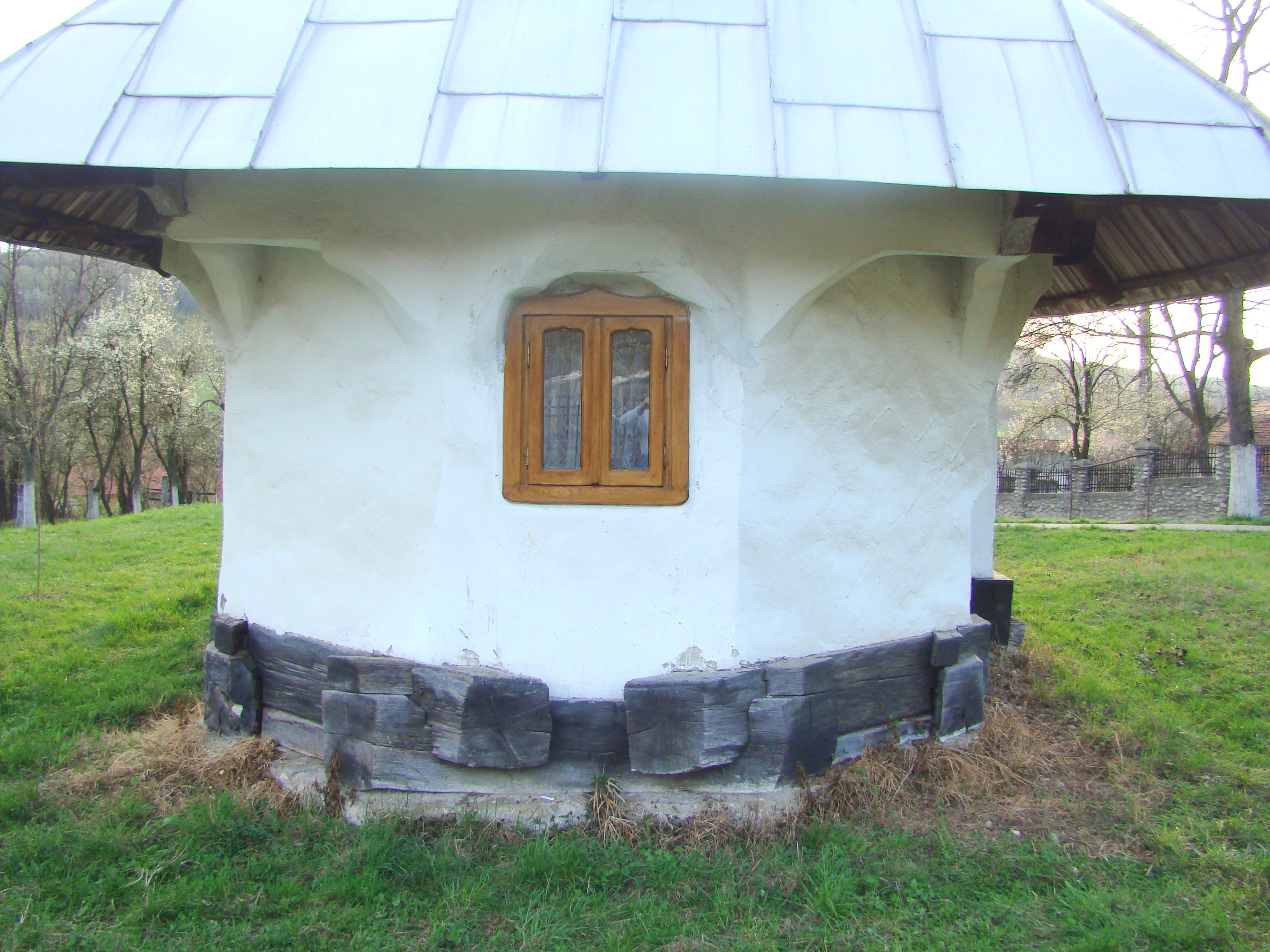
Absida altarului

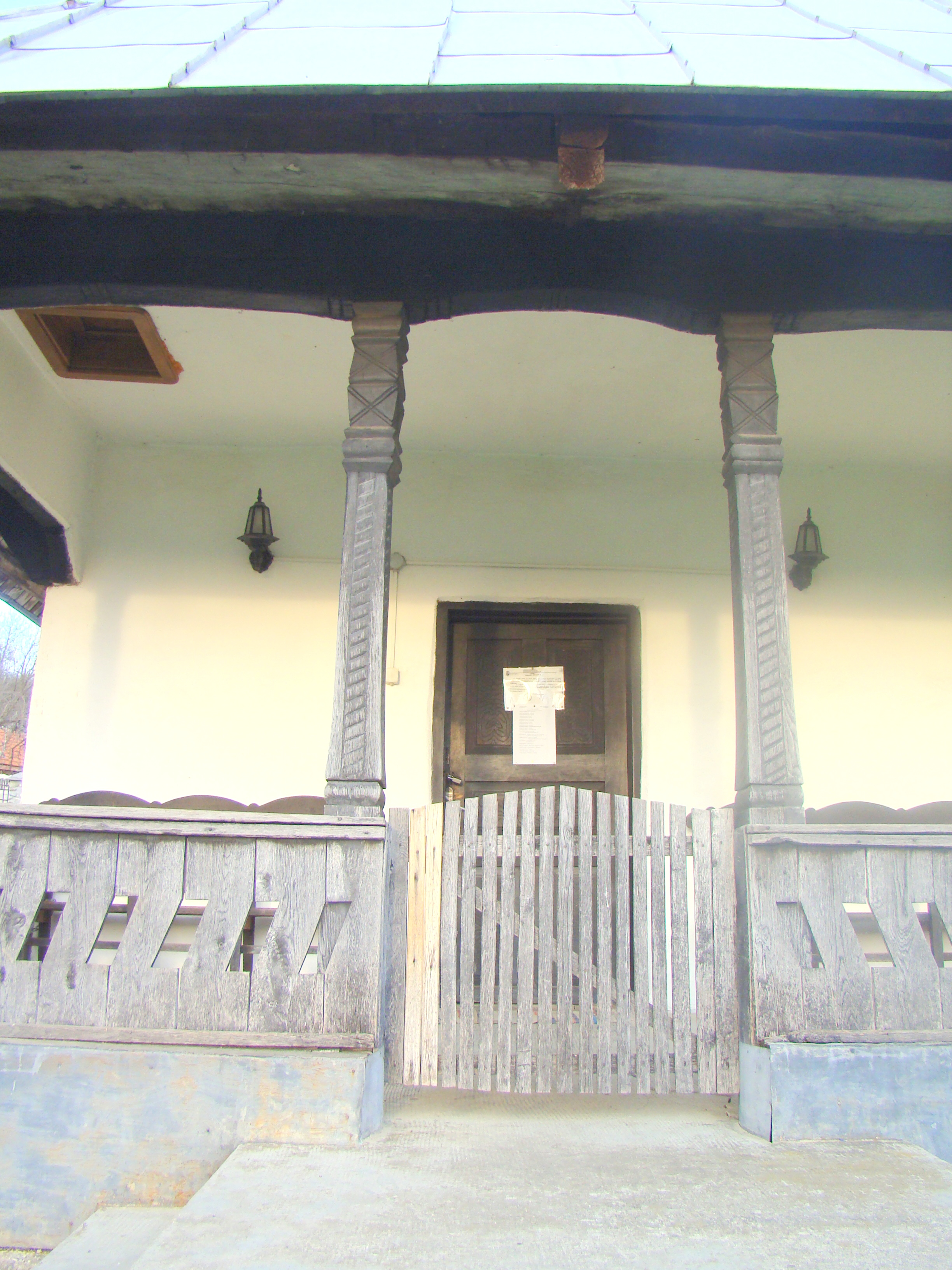
Stâlpi la pridvor

Biserica de lemn din Ursoaia, comuna Negomir, județul Gorj, a fost construită în anul 1782. Are hramul „Sfinții Arhangheli Mihail și Gavriil”. Biserica are o valoare incontestabilă de patrimoniu cultural, istoric și artistic, chiar dacă lipsește de pe noua listă a monumentelor istorice.

## Istoric și trăsături
Biserica are formă de navă, cu pridvor pe latura vestică și absida altarului decroșată, poligonală, cu cinci laturi. Ca toate cele 45 de biserici de lemn din Gorj, din secolele XVII-XVIII, nici biserica din Ursoaia nu are clopotniță peste pronaos, existând o clopotniță de lemn separată, la intrarea în curtea bisericii. Lăcașul de cult este tencuit și acoperit cu tablă.

## Galerie de imagini

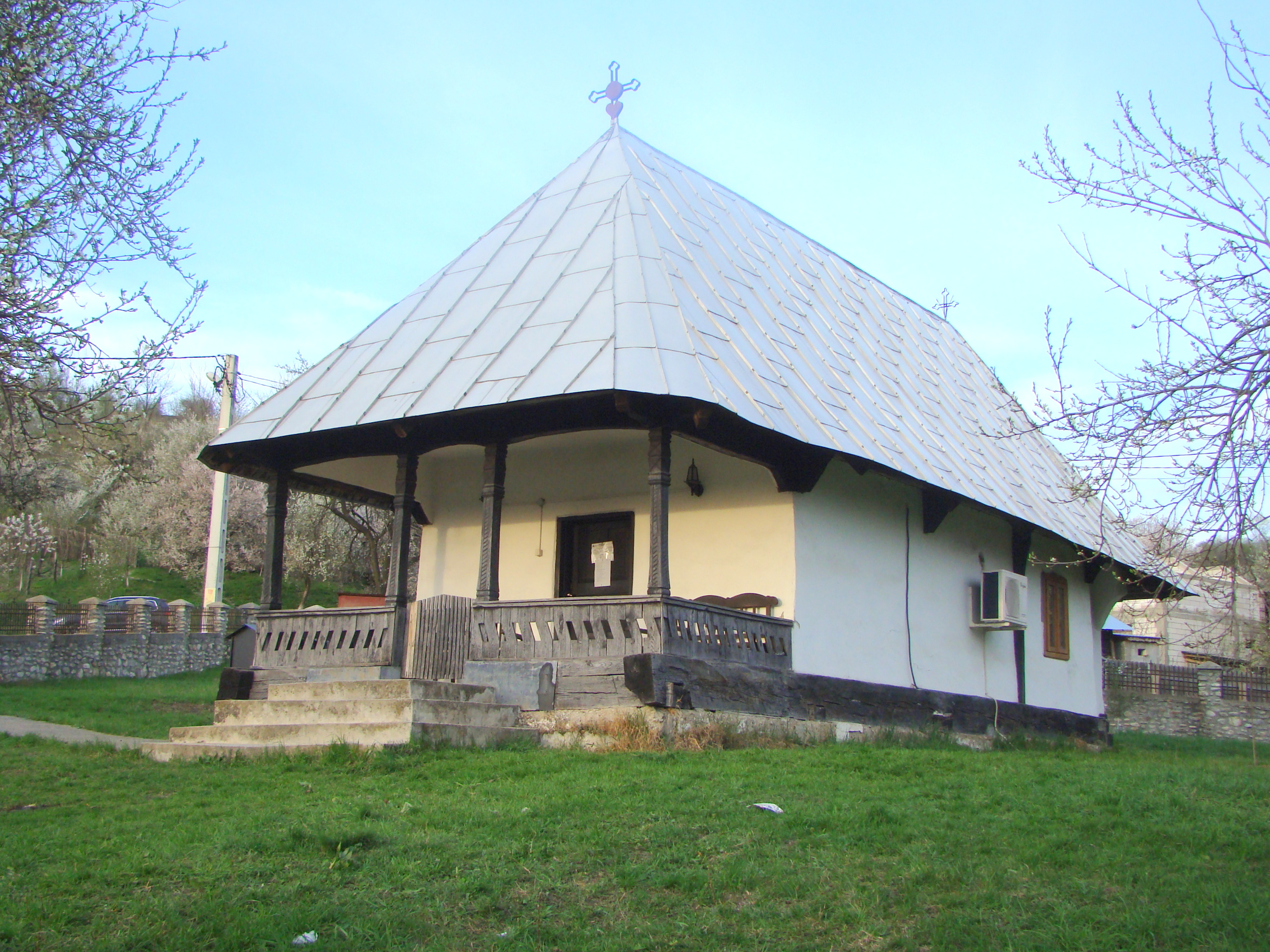
Biserica (sud-vest)
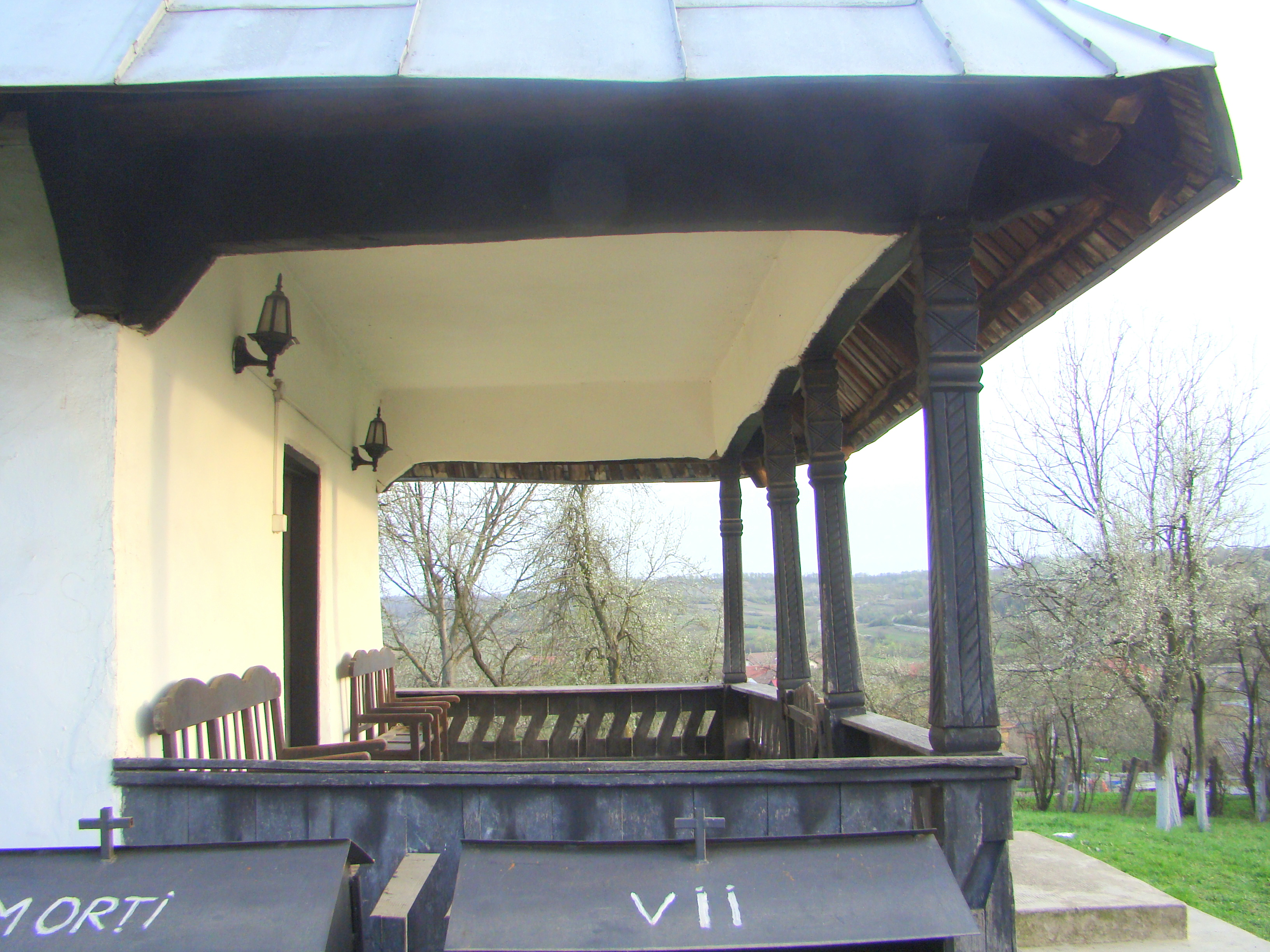
Pridvorul
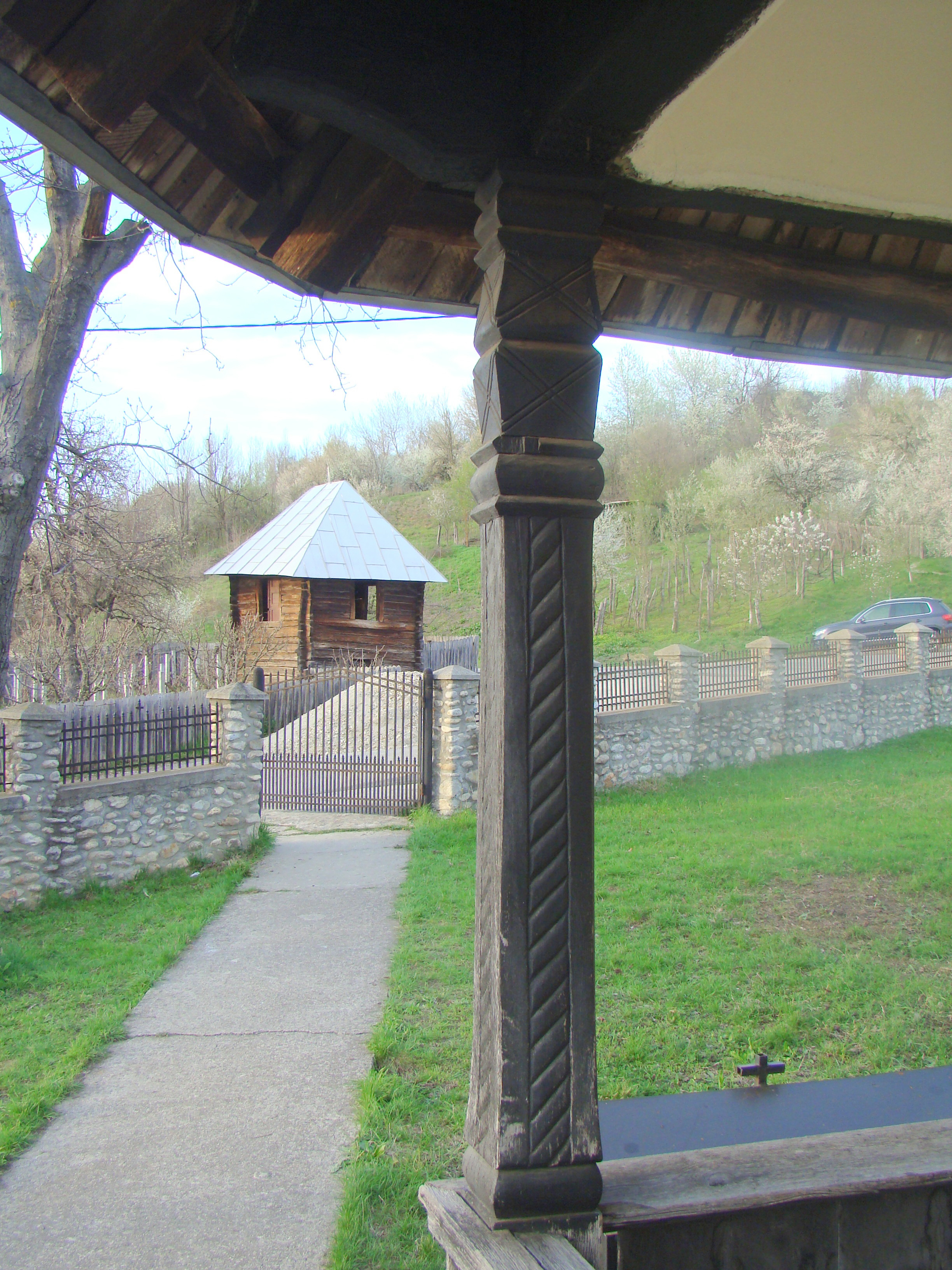
Stâlp la pridvor
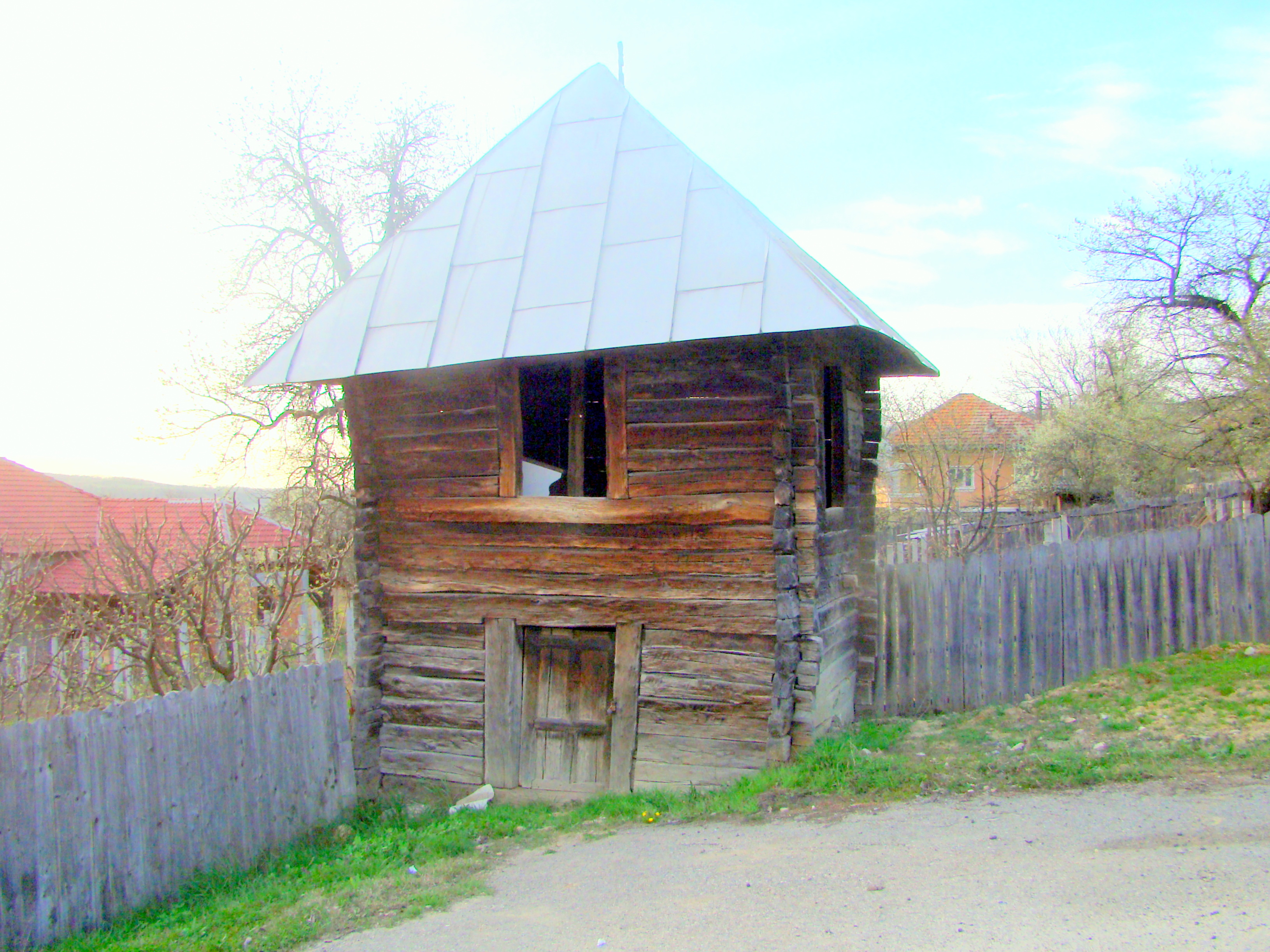
Clopotnița de lemn
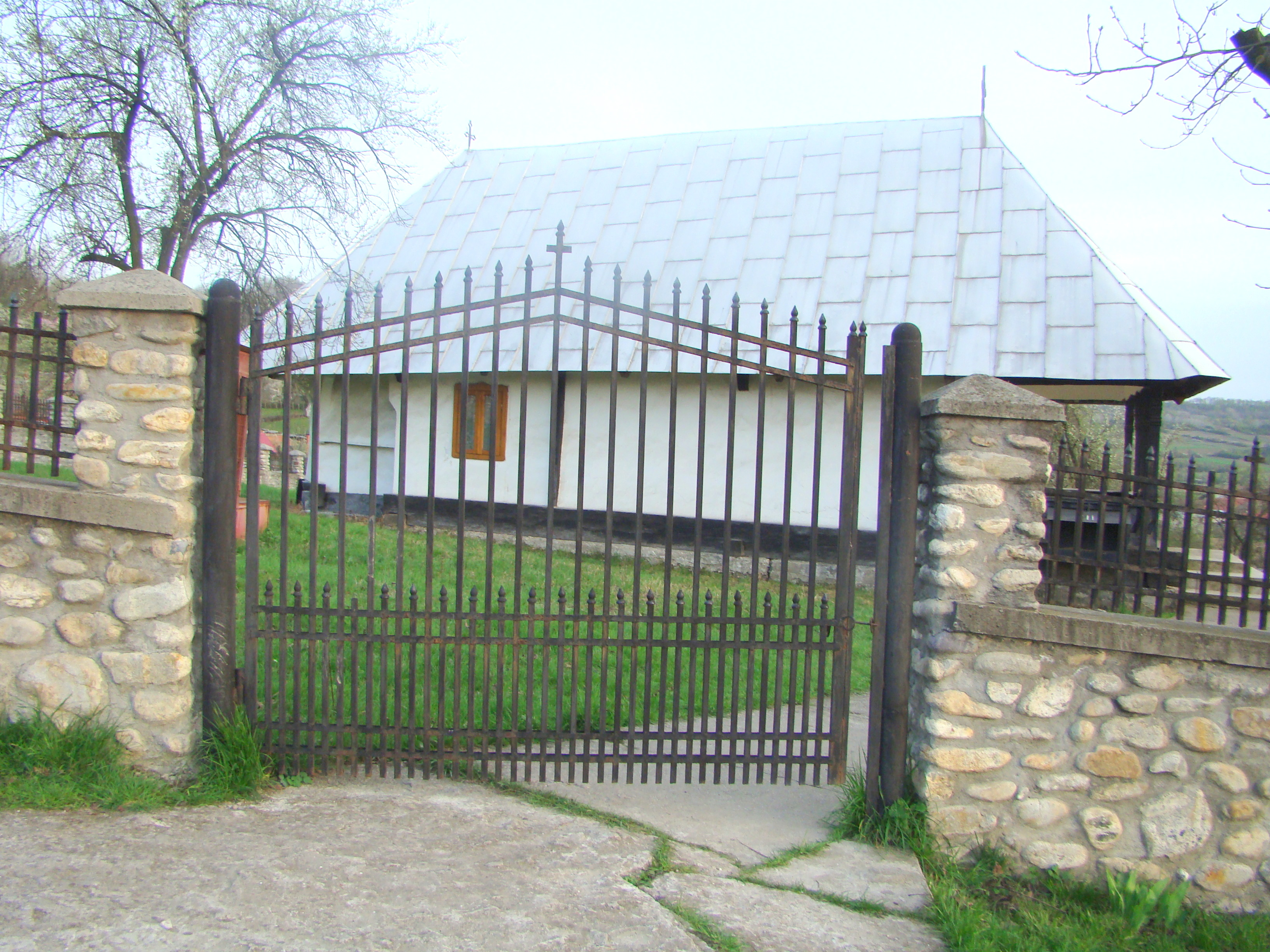
Biserica văzută din drum
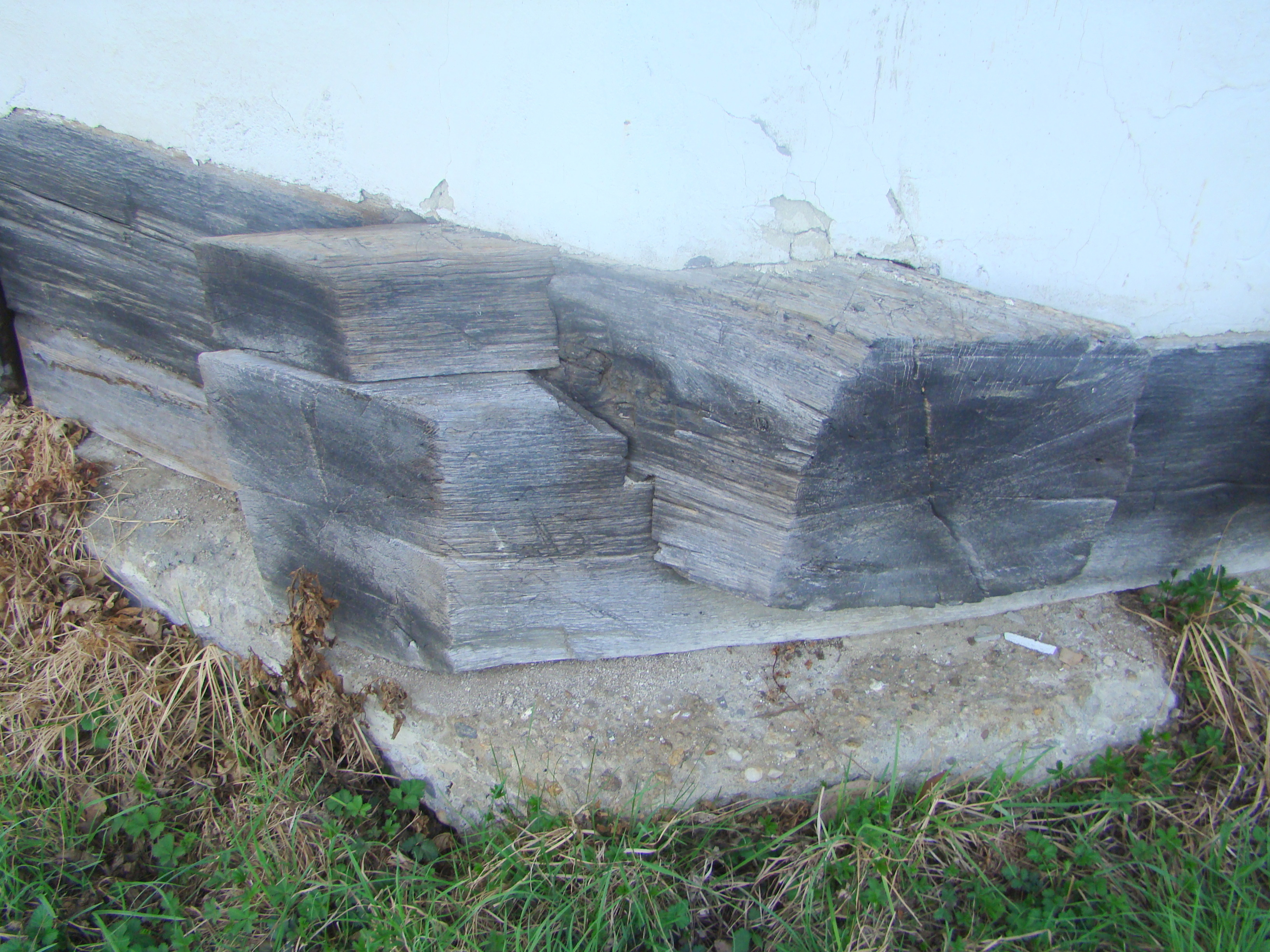
Tălpoaiele de lemn
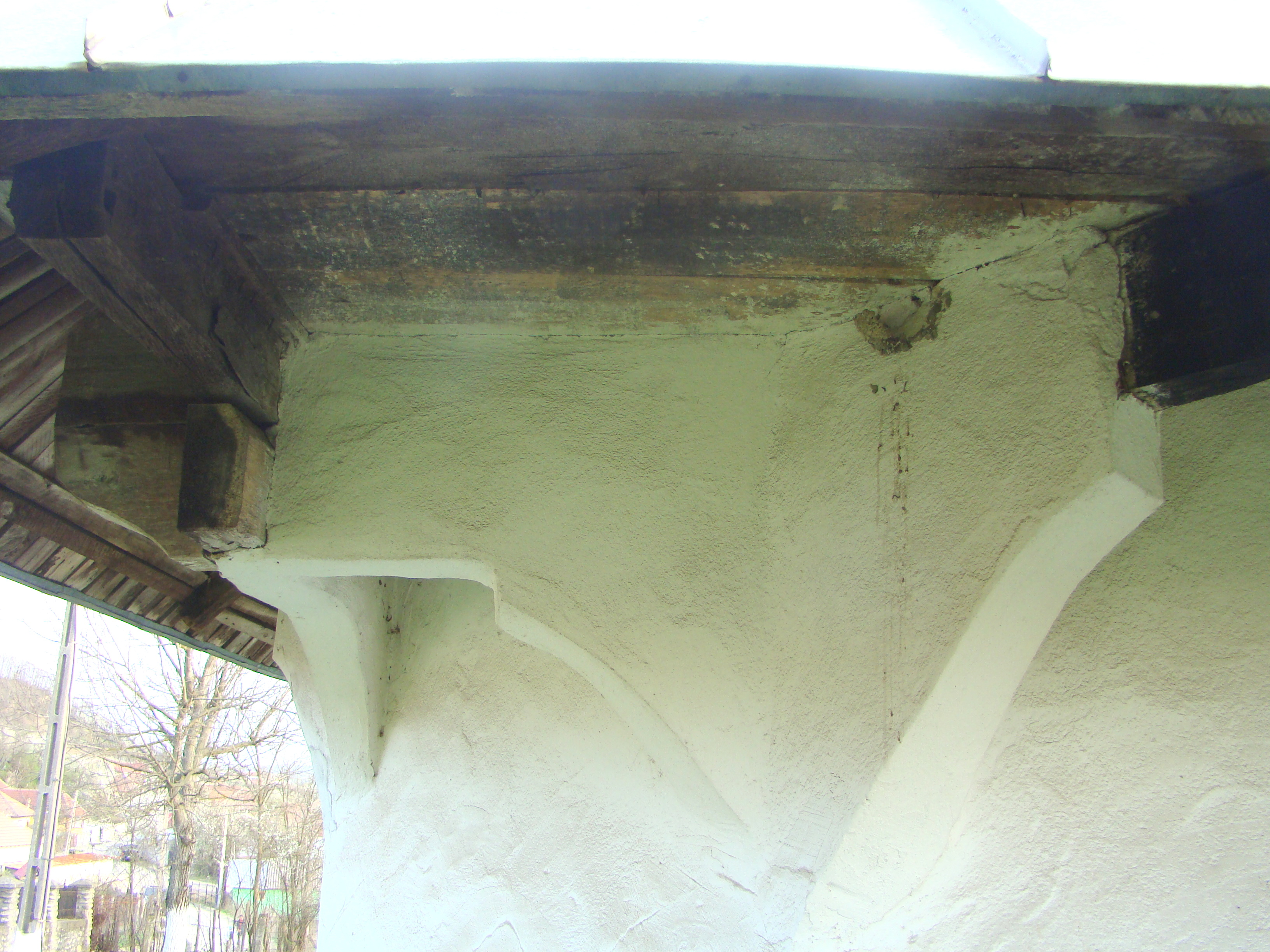
Console
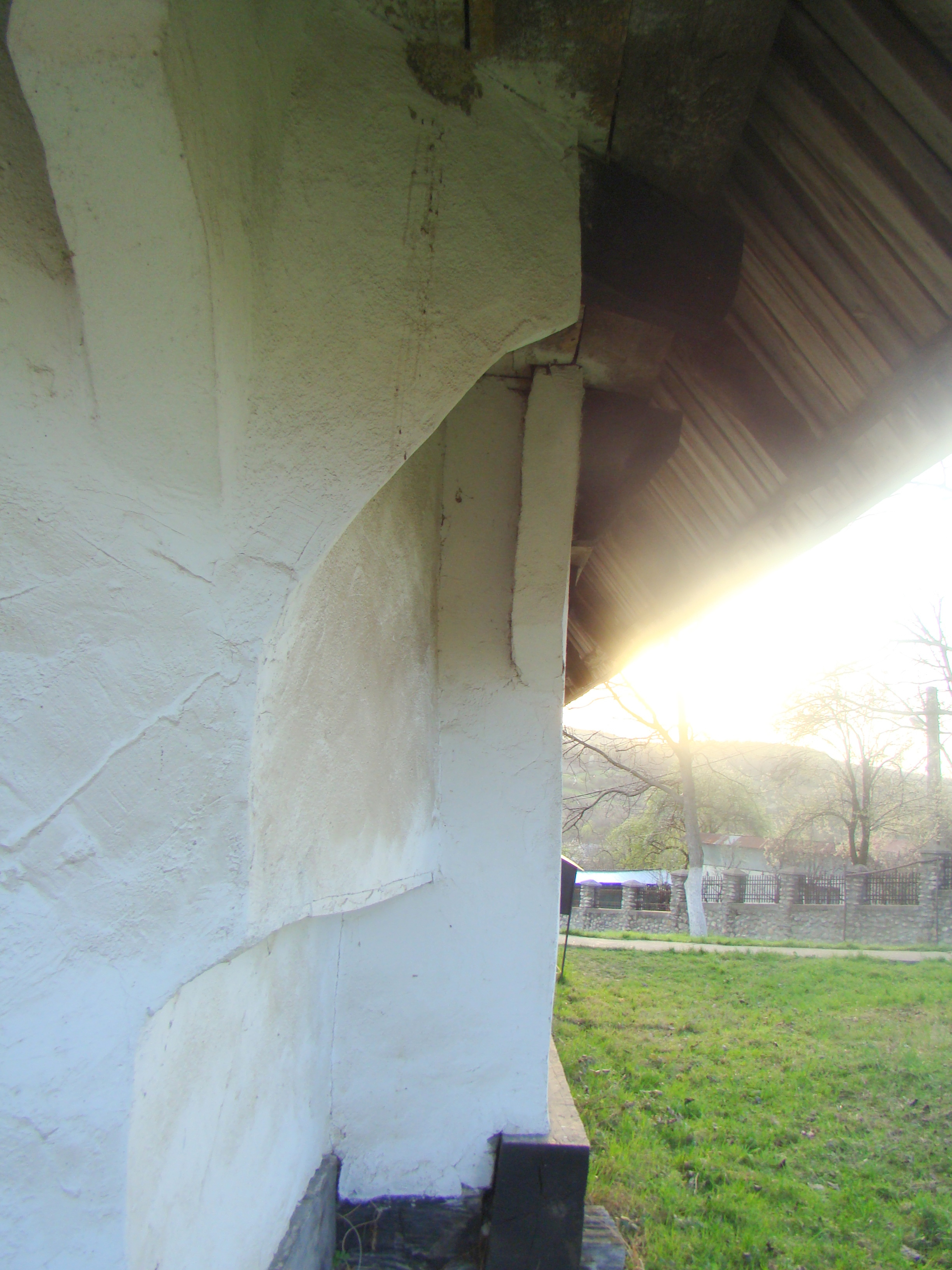
Decroşul absidei altarului
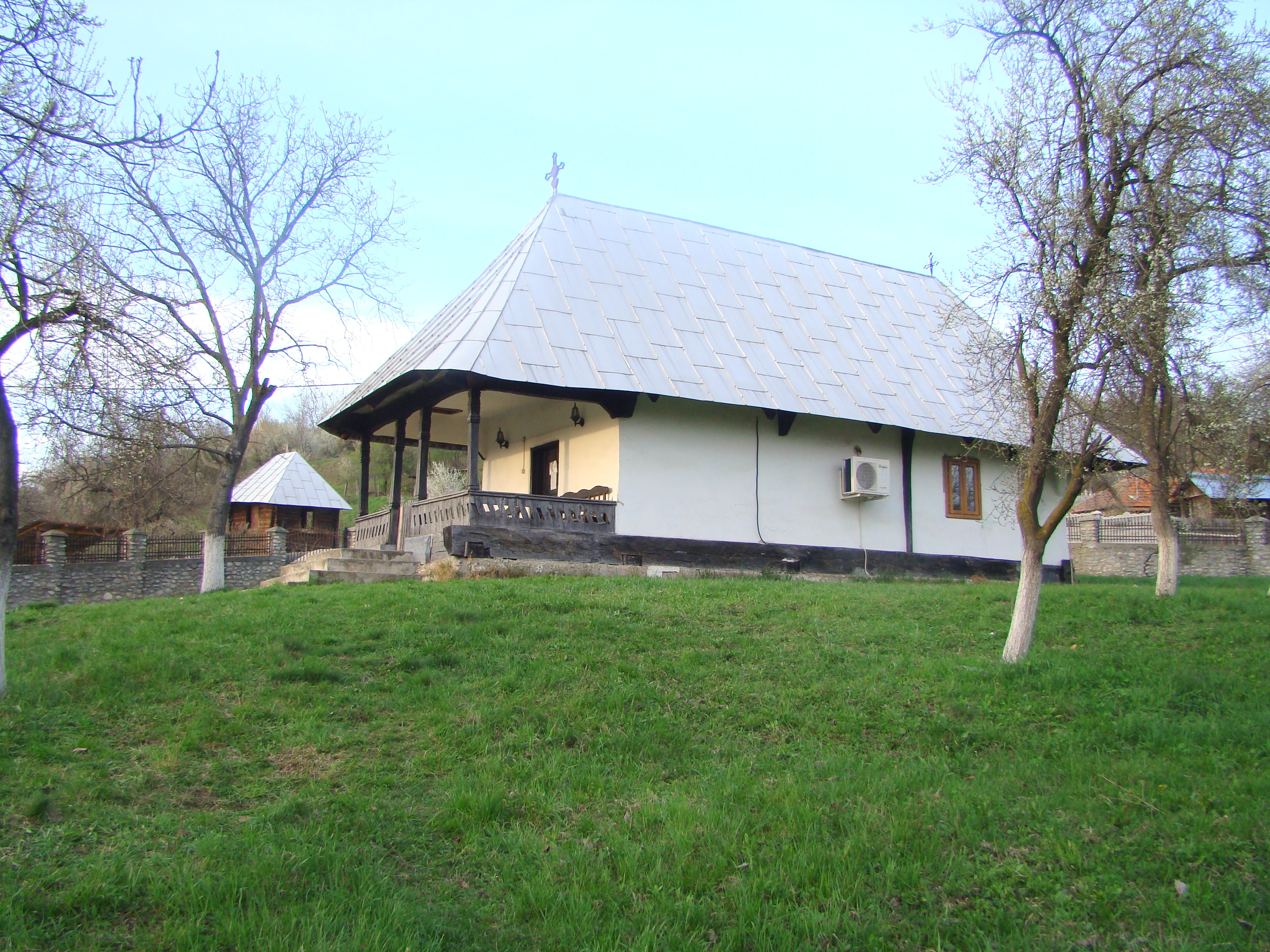
Biserica și împrejurimile
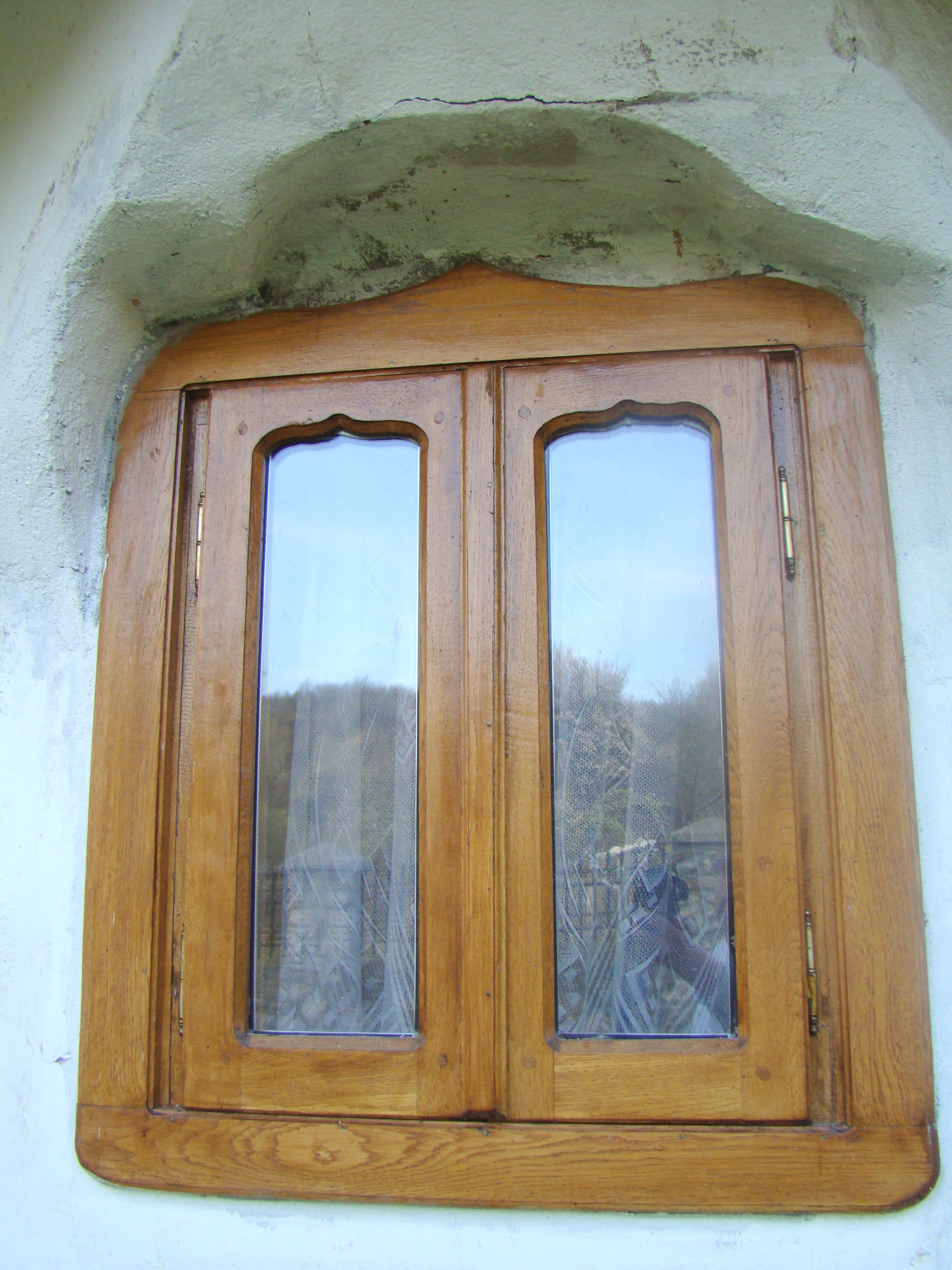
Fereastră
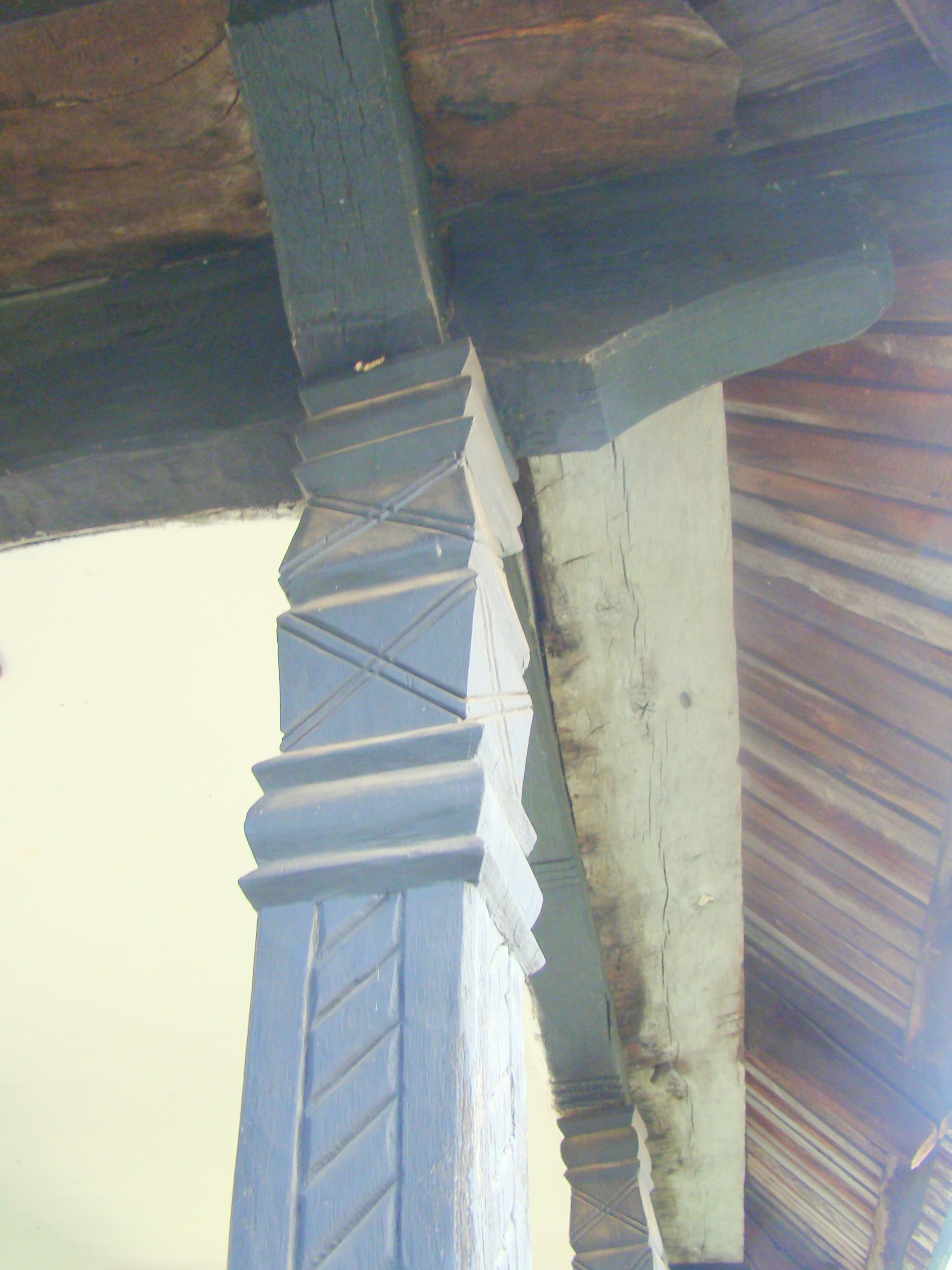
Stâlp şi console la pridvor
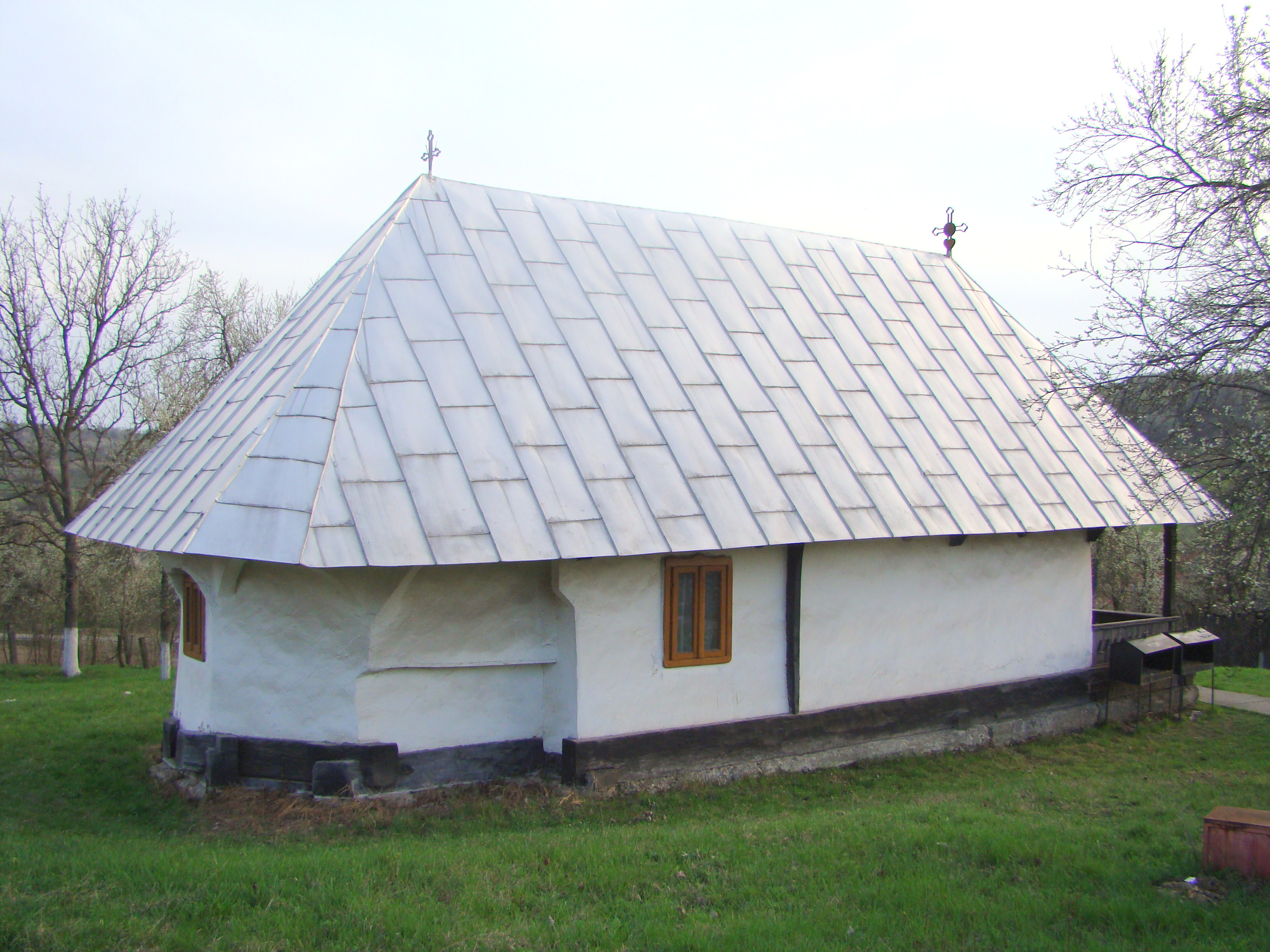
Biserica (nord-est)
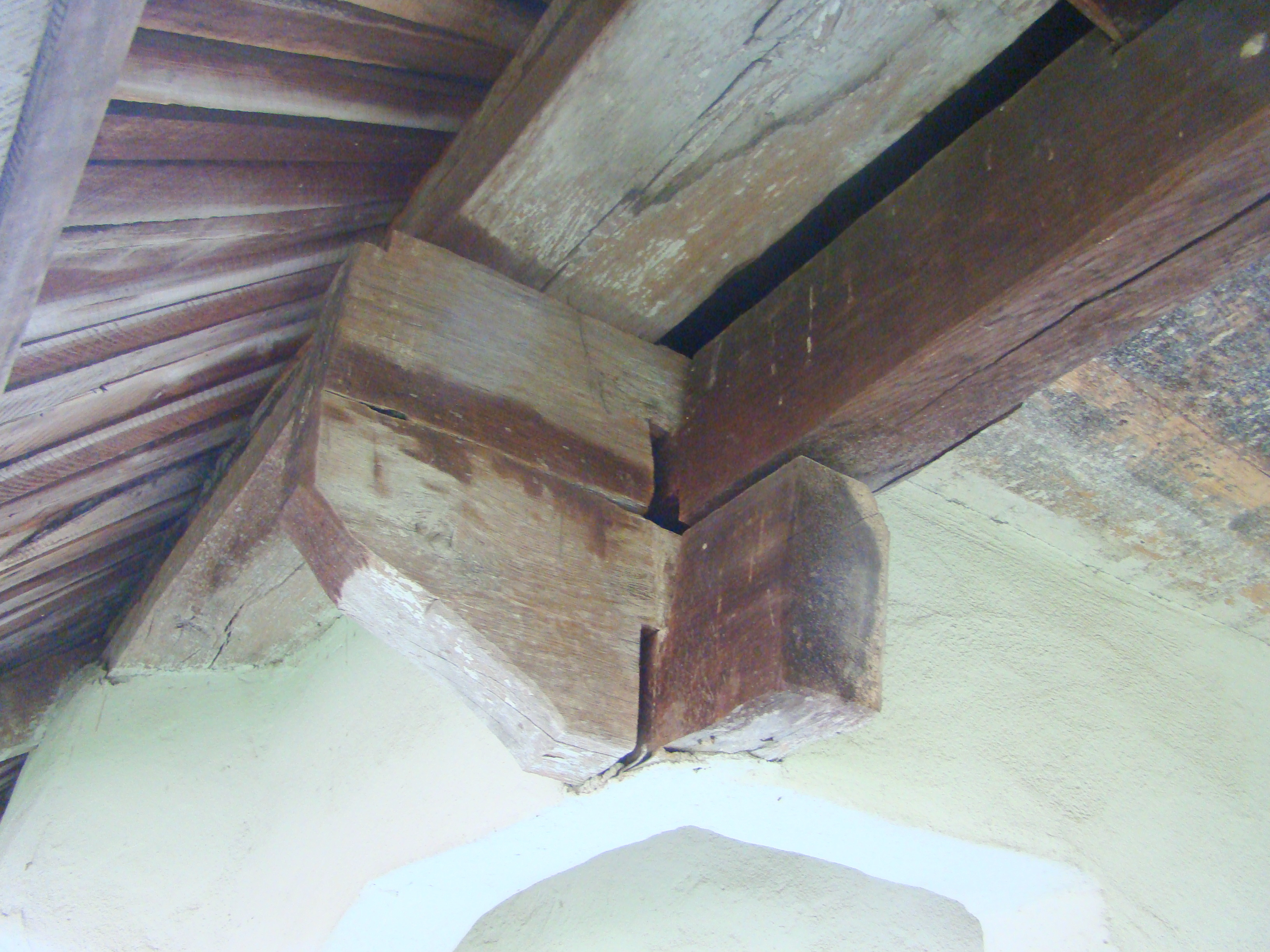
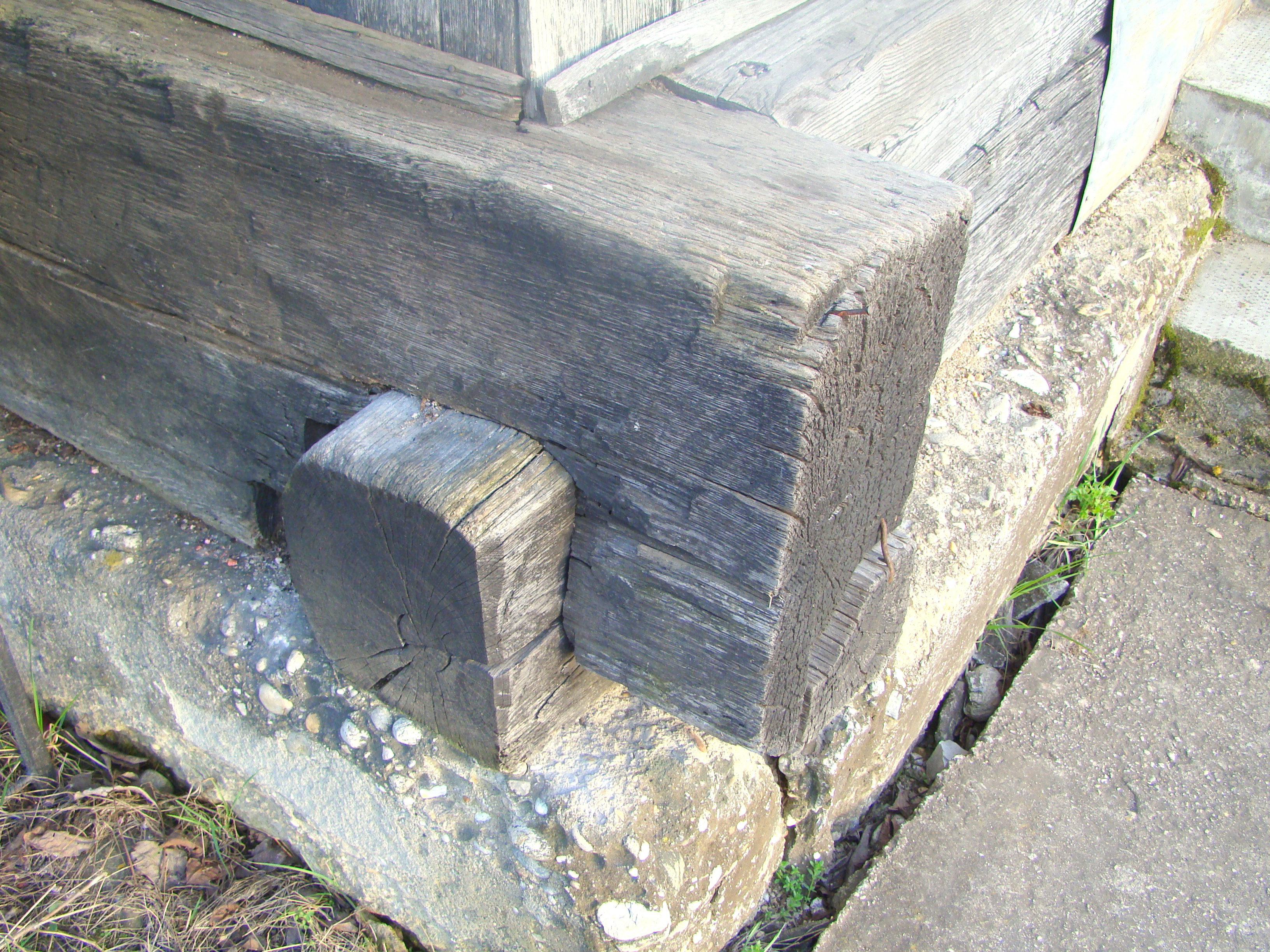
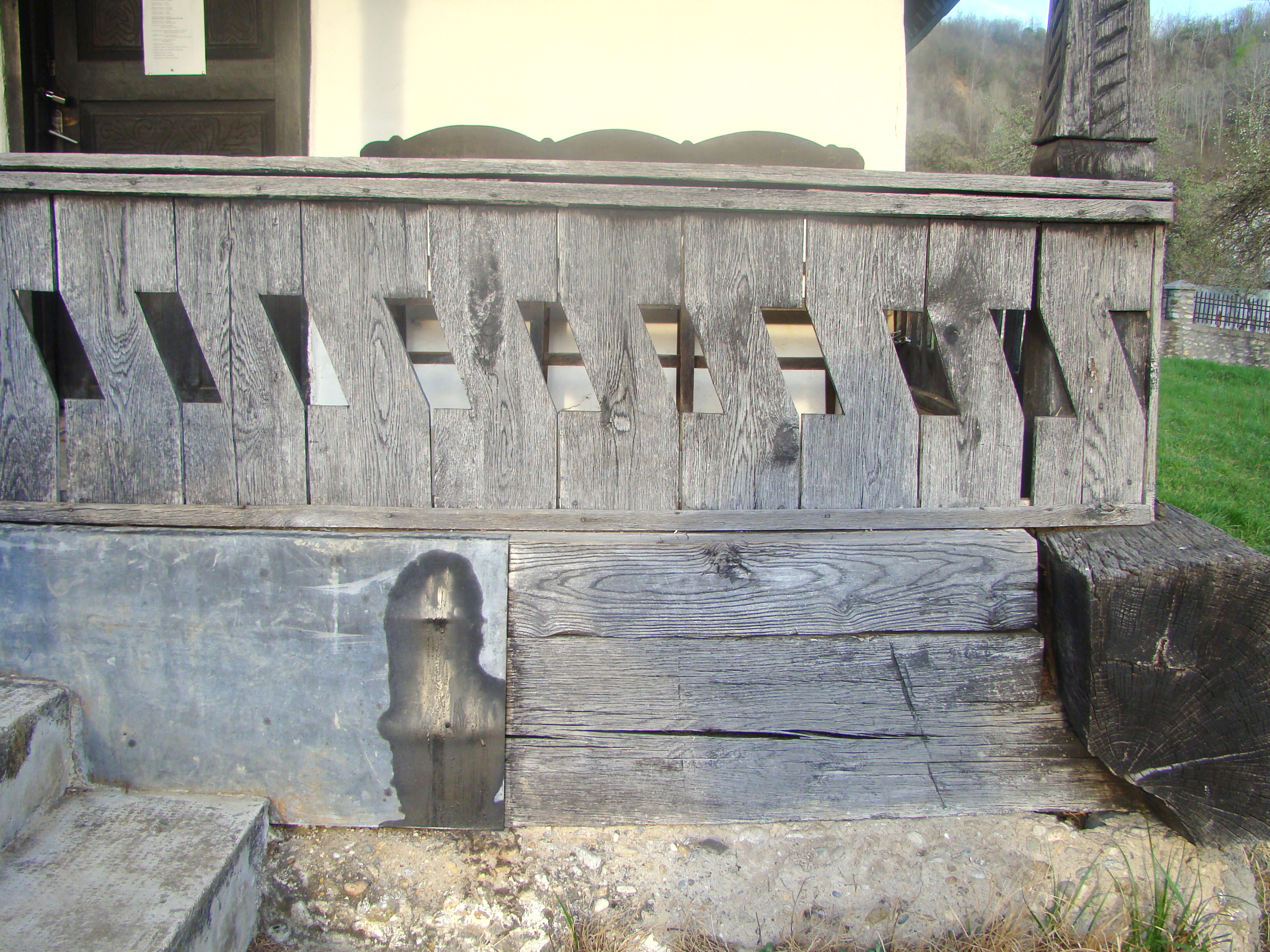
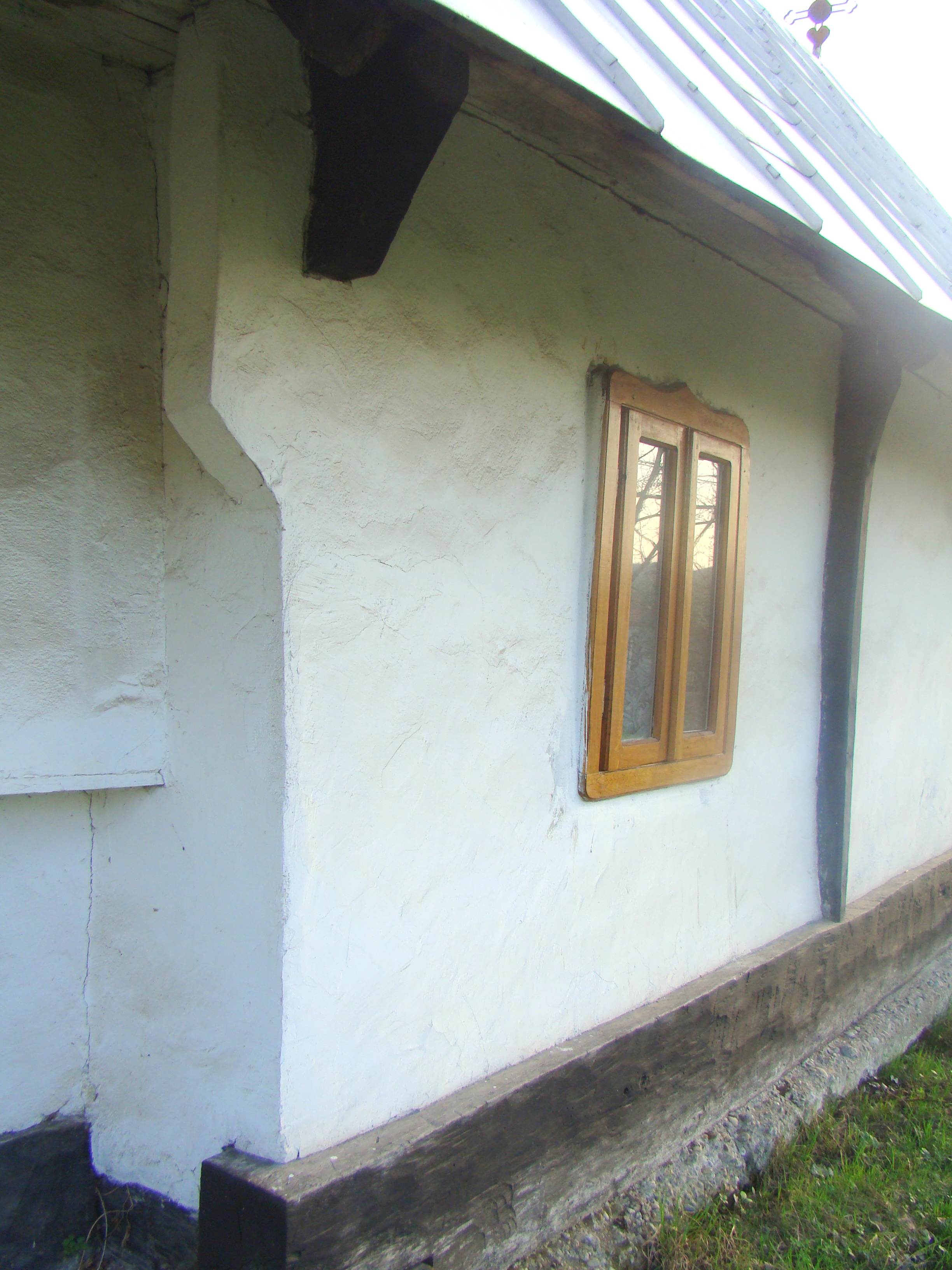